# Bruce Atta Campbell
Sir Bruce Atta Campbell, britanski general, * 14. november 1888, †  28. avgust 1954, Škotska.